# Cimitarra

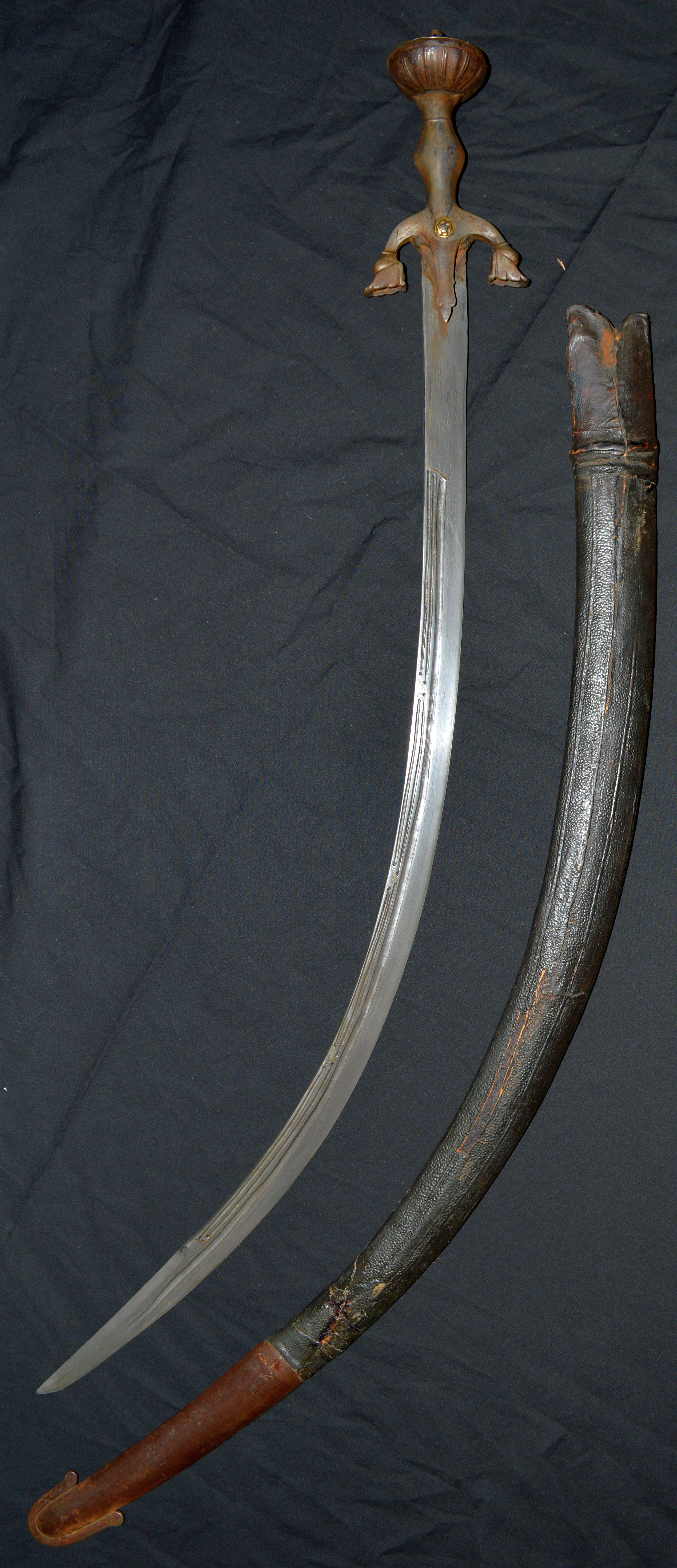
Cimitarra.

Una cimitarra es un sable con una hoja curva larga, originario de Oriente Medio. La voz cimitarra  parece venir de la derivación italiana "scimitarra" del shamsir persa, y sirve en Occidente para referirse a cualquier sable curvo musulmán u oriental. Por ello, dentro del término cimitarra -que en sí mismo no es un arma concreta- entrarían las siguientes armas:
- Shamsir: si es de origen persa.
- Kiliç: si es de origen otomano.
- Saif: si es de origen árabe.
- Talwar: si es de origen indio.
- Nimcha: si es de origen magrebí.
- Etc

Por tanto, al ser armas que se diferencian escasamente unas de otras, pero que a la postre difieren, el término cimitarra es una voz genérica para todas ellas.
En otras palabras, es una espada curvada. En el siglo XVII los indígenas hispanoamericanos fabricaban cimitarras a los españoles para la defensa de su ejército.

## Características e historia
La cimitarra es un arma refinada, fina y ligera. Es decididamente cortante, con un solo filo y una empuñadura protectora hecha de metal. Su origen lo solemos hallar en Persia, si bien fue utilizada también en la India durante los siglos XIII y XIV. Sin duda, su larga y curvada hoja estaba diseñada para barrer con estocadas a los enemigos, así como para acuchillar profundamente. La particularidad de que sea curva sirve para que al atacar a caballo la hoja no se incruste en el oponente y corte siguiendo la trayectoria del golpe del jinete.
Los árabes prefirieron la cimitarra a la espada recta, y el solo hecho de evocar su nombre nos transporta de inmediato al recuerdo de esas luchas entre templarios y sarracenos, pero también solemos asociarla a fascinantes personajes como Sandokán o Simbad el marino, los cuales, con su asombroso manejo de esta arma, conseguían el respeto de sus adversarios.
Pero otro gran personaje que está indisolublemente unido a esta arma fue Saladino, sultán de Egipto, Siria, Arabia y Mesopotamia, durante la Tercera Cruzada, que tuvo lugar entre 1187 y 1192. Y grandes son las proezas que se narran de él y su cimitarra:
- “Fueron estos sabios quienes narraron al rey Abdalmalek ben-Merwan que, cuando Ricardo Corazón de León se encontró en las cruzadas con el inmenso Saladino, el rey cristiano creyó necesario ensalzar las virtudes de su espada.

- Para demostrar la fuerza de su pesadísimo mandoble, cortó una barra de hierro.

- En respuesta, Saladino tomó un cojín de seda y lo partió en dos con su cimitarra sin la sombra de un esfuerzo, al grado de que el cojín pareció abrirse por sí mismo.

- Los cruzados no podían creer a sus ojos y sospecharon que se trataba de un truco. Saladino entonces lanzó un velo al aire y con su arma lo desgarró.

- Era ésta una lámina curva y delgada que brillaba, no como las espadas de los francos, sino con un color azulado marcado por una miríada de líneas curvas distribuidas al azar.

- Los europeos comprobaron entonces que éstas eran, precisamente, las características, ¡oh gran señor!, de todas las láminas usadas en el Islam en tiempos de Saladino."

"Nota de edición: Del mismo modo que la espada era el espíritu de la caballería y del ser caballero en occidente, en oriente la cimitarra. Así pues, la cimitarra no es que fuera la única arma de las tropas musulmanas u orientales, sino que era un símbolo. De hecho, las famosas Jinetas ibéricas de la Conquista eran de hojas de doble filo recto"
Las hojas, insistían los sabios alrededor del rey Abdalmalek ben-Merwan, eran excepcionalmente fuertes si se las doblaba; también eran lo suficientemente duras como para conservar el filo; es decir, que podían absorber los golpes en el combate sin romperse. Sus virtudes mecánicas, así como sus preciosas marcas onduladas en la superficie, se debían al material con que estaban hechas: el acero de Damasco.
Así, en tiempos de los cruzados, las espadas de Damasco se convirtieron en legendarias. Durante siglos fueron fascinación y frustración de los herreros de parte de Europa occidental, que trataron en vano de reproducirlas. Nunca creyeron que tanto su fuerza como su belleza provenían del alto contenido en carbono, que en las espadas de Damasco estaba entre 1,5 y 2,0 por ciento. Así, al añadirle carbono al hierro reducido, el resultado era el de un material más duro.
El acero se preparaba en la India, donde se le llamaba pasta (wootz). Se vendía en forma de lingotes o de redondeles del tamaño de una medalla grande. Se cree que las mejores hojas se forjaron en Persia a partir de esas pastas, para hacer también escudos o armaduras. Aunque el acero de Damasco se conocía en todo el islam, también se conocía en la Rusia medieval, donde se le llamaba bulat y en España (que fueron traídos por los moros), donde se hicieron famosas las espadas forjadas en las acerías de Toledo.